# Blapsilon viridicolle
Blapsilon viridicolle là một loài bọ cánh cứng trong họ Cerambycidae.